# Havering-atte-Bower
Havering-atte-Bower är en by i Havering i Storlondon i England. Byn nämndes i Domedagsboken (Domesday Book) år 1086, och kallades då Hauelingas/Haueringas.